# Yachimata
Yachimata (八街市, Yachimata-shi) är en stad i den japanska prefekturen Chiba på den östra delen av ön Honshu. Den har cirka 70 000 invånare, är belägen några mil öster om Tokyo och ingår i dess storstadsområde. Yachimata fick stadsrättigheter 1 april 1992.